# فوجیوارا نو سونشی
فوجیوارا نو سونشی یا فوجیوارا نو تاکاکو (به ژاپنی: 藤原 尊子 ふじわら の そんし/たかこ)، زاده ۹۸۴ درگذشته ۱۹ ژانویهٔ ۱۲۲۳) دختر ارشد فوجیوارا نو میچیکانهبود. مادر او دختر فوجیوارا نو موروسوکه بود.